# Beraba piriana
Beraba piriana là một loài bọ cánh cứng trong họ Cerambycidae.